# 五福駅
五福駅（ごふくえき）は台湾桃園県蘆竹郷（現在の桃園市蘆竹区）にあった台湾鉄路管理局林口線の駅。林口線で最も早く開設された駅の一つである。試験運行の旅客列車は停車しなかった。

## 歴史
- 1967年1月1日 - 開業[1]。
- 2012年12月28日 – 林口線で最後の旅客列車が運行され[2]、翌日で廃止。

## 駅構造
- 貨物駅で、駅舎もホームも無く、小規模なヤードのみであった。北側で台湾高速鉄道と交差している。

## 駅周辺
- 桃園市立南崁国民小学

## 隣の駅
台湾鉄路管理局
林口線（廃線）
南祥駅 - 五福駅 - 長興駅